# Chersotis palustris
Chersotis palustris là một loài bướm đêm trong họ Noctuidae.